# 張信 (鄖國公)
张信（？—1444年），河南行省鳳陽府臨淮縣（今安徽省凤阳縣）人。明朝初年政治人物。

## 生平
洪武三十一年（1398年）明太祖朱元璋崩逝，继位的皇太孙朱允炆因畏惧藩王拥兵自重威胁皇权，遂与黄子澄、齐泰商议削藩。建文元年（1399年）开始实施削藩，又因畏惧燕王朱棣势力，故先削藩自燕王同母弟周王，接着，代、岷、湘、齐诸王先后被削，湘王自焚，其余皆被废为庶人。朱允炆令张昺为北平布政使，谢贵、张信掌北平都指挥使司，加强防燕措施。六月，齐泰将燕使邓庸下狱审讯，得到燕王将举兵造反的证据，于是发兵逮捕燕王府的官员，并密敕张信逮捕燕王。张信的母親告訴張信，以前張信的父親聽日者說，「望燕有天子氣」，而且張信为燕王旧部，思虑之后歸順了燕王，朱棣随即为备。七月，朱棣依计擒杀张昺、谢贵，并命燕王府护卫指挥张玉、朱能率兵乘夜攻夺北平九门，遂据北平。后以尊祖训，诛“奸臣”齐泰、黄子澄，为国“靖难”为名，誓师出征，于是历时三年的“靖难之役”爆发了。
成祖即位后，欲纳张信之女为妃，张信固辞谢绝，后却持宠而骄。永乐八年（1410年）因强占官田被陈瑛弹劾。二十年（1422年）从北征，督运粮草。洪熙元年明仁宗即位，加少师，世侯券。宣德元年（1426年）从征乐安。正统七年（1444年）五月卒于南京，赠郧国公，谥恭僖。